# OŚ AZS Wrocław
OŚ AZS Wrocław – jednostka organizacyjna Akademickiego Związku Sportowego z siedzibą we Wrocławiu. Jest jedną z 17 organizacji środowiskowych AZS działających na terenie kraju.

## Barwy i gryf
Jednostka używa barw, flagi i znaków organizacyjnych AZS. Barwami jednostki są: kolor biały i bordowy. Godłem jednostki jest biały gryf na bordowym polu.

## Działalność
OŚ AZS Wrocław działa w środowisku młodzieży akademickiej i szkolnej na terenie Wrocławia oraz województwa dolnośląskiego.
W OŚ AZS Wrocław zrzeszone są kluby uczelniane AZS, kluby środowiskowe AZS oraz środowiskowe sekcje sportowe AZS z Wrocławia oraz województwa dolnośląskiego.

## Zrzeszane jednostki

### Kluby uczelniane
- AZS UE Wrocław
- AZS AM Wrocław
- AZS AM Wrocław
- AZS ASP Wrocław
- AZS DSW Wrocław
- AZS Politechnika Wrocławska

AZS Politechnika Wrocławska - ZOD Legnica
AZS Politechnika Wrocławska - ZOD Jelenia Góra
AZS Politechnika Wrocławska - ZOD Wałbrzych
- AZS UP Wrocław
- AZS Uniwersytet Wrocławski
- AZS WSB Wrocław
- AZS WSH Wrocław
- AZS KPSW Jelenia Góra
- AZS PWSZ Głogów
- AZS PWSZ Legnica
- AZS PWSZ Wałbrzych
- AZS PCWSBiS Nowa Ruda

### Kluby środowiskowe
- KŚ AZS Województwa Dolnośląskiego

### Środowiskowe sekcje sportowe
- AZS Wrocław - klub piłki nożnej kobiet